# Roaix
Roaix település Franciaországban, Vaucluse megyében. Lakosainak száma 622 fő (2022. január 1.). Roaix Buisson, Rasteau, Séguret és Vaison-la-Romaine községekkel határos.

## Népesség
A település népessége az elmúlt években az alábbi módon változott:
| Lakosok száma | 646  | 655  | 658  | 644  | 638  | 634  | 626  | 619  | 622  |
|               | 2013 | 2015 | 2016 | 2017 | 2018 | 2019 | 2020 | 2021 | 2022 |